# Parc de Josep Maria Serra Martí
El parc de Josep Maria Serra Martí es troba al barri de Canyelles de Barcelona, tocant a la Ronda de Dalt. Va ser creat el 1994 per Cinto Hom i Carles Casamor i està dedicat a Josep Maria Serra i Martí (Barcelona, 1927-1991), enginyer industrial i polític socialista, que va ser tinent d'alcalde d'Urbanisme i Serveis Municipals de Barcelona i un dels impulsors dels Jocs Olímpics de 1992.

## Descripció

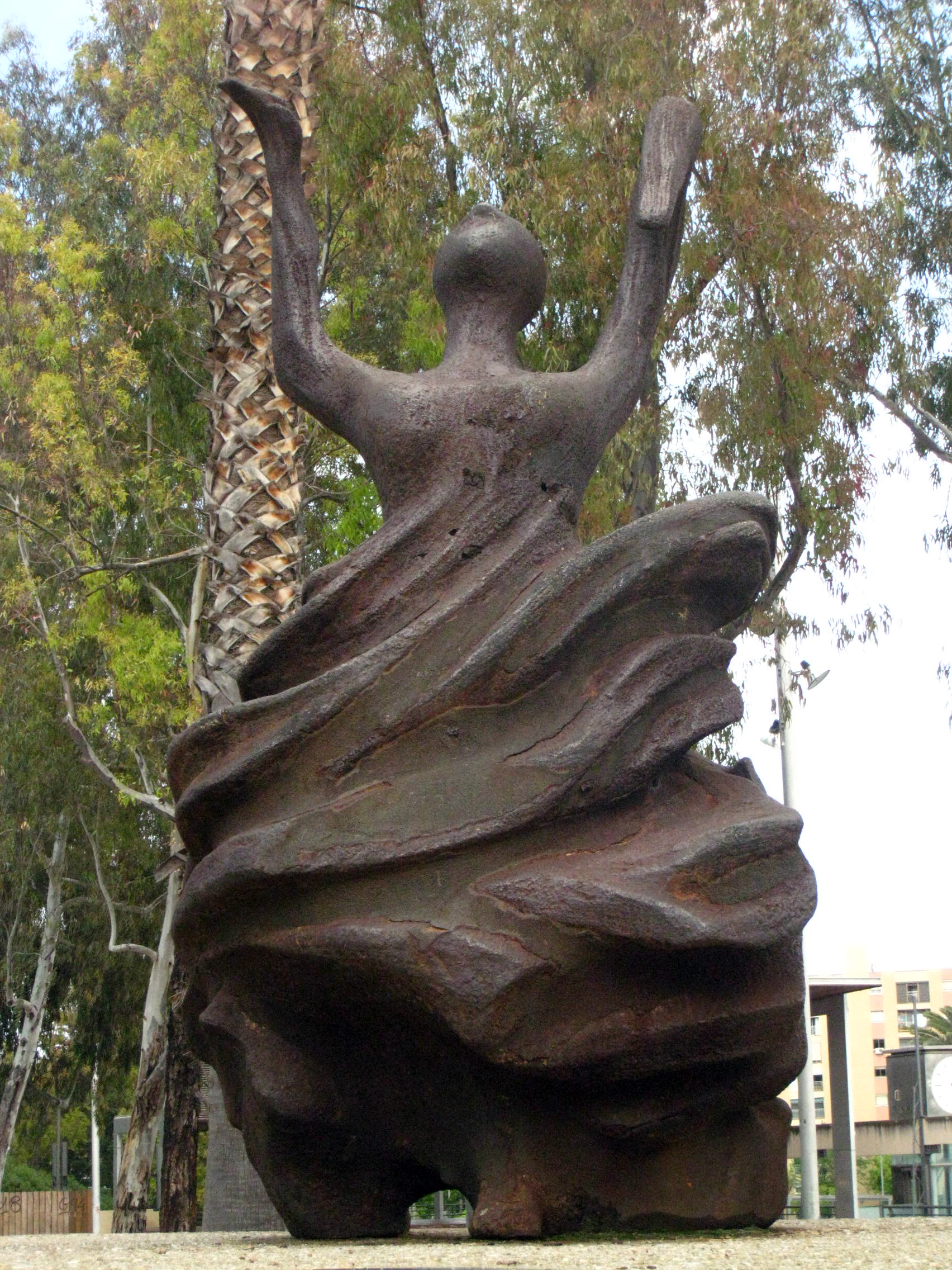
Alegrías, d'Ignasi Farreras

És un àmbit veïnal, on un dia a la setmana s'organitza un mercat ambulant a l'aire lliure. En trobar-se en un terreny de cert desnivell, s'estructura en plataformes separades per talusos verds, amb una esplanada polivalent al centre. El punt neuràlgic del parc és la Font màgica Manuel de Falla, obra de Pedro Barragán, formada per un estany que acull una plataforma metàl·lica de la qual cau l'aigua en cascada, i dues grans roques al costat d'uns sortidors d'aigua. També disposa de jocs de llum i so, d'aquí el nom de «font màgica». En el recinte també es troba una escultura d'una «balladora» flamenca titulada Alegrías, obra d'Ignasi Farreras Casanovas. També compta amb àrea infantil i taules de ping-pong.

### Vegetació
Entre les espècies presents al parc figuren: la palmera washingtonia (Washingtonia filifera), l'eucaliptus (Eucalyptus globulus), el fals pebrer (Schinus molle), el til·ler (Tilia x europaea), la jacaranda (Jacaranda mimosifolia), el pi pinyer (Pinus pinea), la bellaombra (Phytolacca dioica), el pollancre del Canadà (Populus x canadensis), la mimosa (Acàcia dealbata), l'àlber (Populus alba), l'acàcia taperera (Albizia julibrissin), el lledoner (Celtis australis), el gessamí blau (Plumbago auriculata), etc.